# Donji Dobrić
Donji Dobrić (en serbe cyrillique : Доњи Добрић) est une localité de Serbie située sur le territoire de la Ville de Loznica, district de Mačva. Au recensement de 2011, elle comptait 1 153 habitants.
Donji Dobrić est officiellement classé parmi les villages de Serbie.

## Démographie
| 1948  | 1953  | 1961  | 1971  | 1981  | 1991  | 2002  | 2011  |
| ----- | ----- | ----- | ----- | ----- | ----- | ----- | ----- |
| 1 783 | 1 841 | 1 817 | 1 839 | 1 695 | 1 563 | 1 438 | 1 153 |

|  |